# Мігель Лоайса
Мігель Анхель Лоайса Ріос (ісп. Miguel Ángel Loayza Ríos; 21 червня 1940, Ліма, Перу — 19 жовтня 2017) — перуанський футболіст, що грав на позиції півзахисника.
Виступав, зокрема, за клуб «Бока Хуніорс», а також національну збірну Перу. Чемпіон Іспанії. Чемпіон Аргентини. Володар Кубка ярмарків.

## Клубна кар'єра
У дорослому футболі дебютував 1957 року виступами за команду клубу «Сікліста Ліма», в якій провів два сезони.
Протягом 1959—1960 років захищав кольори команди клубу «Барселона». За цей час виборов титул володаря Кубка ярмарків.
Своєю грою за останню команду привернув увагу представників тренерського штабу аргентинського «Бока Хуніорс», до складу якого приєднався 1961 року. Відіграв за команду з Буенос-Айреса наступні два сезони своєї ігрової кар'єри. За цей час додав до переліку своїх трофеїв титул чемпіона Аргентини.
Згодом з 1964 по 1968 рік продовжував виступи в Аргентині, грав у складі команд клубів «Росаріо Сентраль», «Уракан», «Рівер Плейт» та «Уракан».
Завершив професійну ігрову кар'єру у клубі «Депортіво Калі», за команду якого виступав протягом 1969—1971 років.

## Виступи за збірну
1959 року дебютував в офіційних матчах у складі національної збірної Перу. Протягом кар'єри у національній команді, яка тривала один рік, провів у формі головної команди країни сім матчів, забивши п'ять голів.

## Досягнення
- Чемпіон Іспанії:

«Барселона»: 1959–1960
- Чемпіон Аргентини:

«Бока Хуніорс»: 1962
- Володар Кубка ярмарків:

«Барселона»: 1960